# Fluchtläufer
Der Fluchtläufer (Dolichus halensis) ist ein Käfer aus der Familie der Laufkäfer. 

## Merkmale
Mit einer Körperlänge von bis zu 19 mm gehört Dolichus halensis zu den größeren Laufkäferarten. Die schwarzen Flügeldecken weisen einen vom Thorax nach hinten zeigenden, keilförmigen roten Fleck auf. Der ebenfalls schwarz gefärbte Thorax ist an beiden Seiten gelb oder gelb-rot gesäumt. Die Fühler und Beine sind gelblich gefärbt.

## Verbreitung, Lebensraum und Lebensweise
Die Verbreitung des Fluchtläufers reicht von Europa bis nach Asien, wobei die Art nach Süden hin deutlich häufiger auftritt. Die Art gilt als charakteristisch für wärmebegünstigte Lebensräume. Sie bewohnt extensiv bewirtschaftete Agrarflächen und Ruderallebensräume. Oft trifft man den Käfer auf abgeernteten Feldern an. 
Der von Adolf Horion als „Binnenwanderer“ bezeichnete Fluchtläufer entwickelt in Mitteleuropa offenbar durch klimatische Einflüsse bedingt in einzelnen Jahren Massenvorkommen. In der Steiermark konnte eine deutliche Zunahme der Funde ab den 1980er Jahren und eine starke Häufung von Funden Mitte der 1990er Jahre festgestellt werden, letztere wird mit dem dort besonders warmen Jahr 1994 in Zusammenhang gebracht. Die Art überwintert als Larve.